# 1991年1月15日日食
1991年1月15日日食是一次日環食，發生於1991年1月15日（東半球為1月16日）。新月當天（即朔日），地球上觀測到月球和太阳的角距離極小，此時月球如果恰好在月球交點附近，穿過太阳和地球之間，與地球、太阳接近一直線，則會出現日食。月球穿過太阳和地球之間，但距地球較遠，本影未能接觸地表，而使偽本影覆蓋的區域內看到月球的角直徑小於太陽，就形成日環食，同時在偽本影兩側數千公里的半影範圍內形成日偏食。此次日環食經過了澳大利亚、新西兰、法屬玻里尼西亞，日偏食則覆蓋了大洋洲的大部分區域和周邊部分地區。

## 日食概況

### 出現區域
澳大利亚西澳大利亚州豪特曼阿布羅略斯以西約420公里處的印度洋洋面在1月16日日出時最先看到日環食，隨後月球偽本影向東偏南劃過西澳大利亚州西南部，進入大澳洲灣，又覆蓋了塔斯馬尼亞州的部分島嶼，跨過塔斯曼海，逐漸轉向東北方向移動，經過新西兰的部分區域、跨越國際日期變更線後在北島東角東北約990公里的洋面達到最大食分。此後偽本影繼續在太平洋上向東北移動，途中覆蓋了法屬玻里尼西亞的部分島嶼，最終在1月15日日落時分結束於法国海外領土克利珀頓島西南約1200公里處的洋面。
偽本影經過的陸地依次包括：
- ：西澳大利亚州西南部，塔斯馬尼亞州的金島、弗林德斯島中南部、巴倫角島、克拉克島（英语：Clarke Island (Tasmania)）、塔斯馬尼亞島中北部，及緊鄰上述區域的小島；
- 新西兰：南島的西岸大区北半部、坎特伯雷区北部、塔斯曼、尼尔逊、马尔堡，北島的惠灵顿大区、馬納瓦圖-旺加努伊南半部、霍克湾大区南部，其中惠灵顿是本次環食帶內唯一首都；
- 法屬玻里尼西亞：南方群島的里馬塔拉島、魯魯土島，土阿莫土群島的阿納環礁、法卡拉瓦環礁東南半部、法艾泰環礁、塔哈内阿环礁、莫图通阿环礁、考埃希环礁東南半部、拉拉卡環礁、泰波托環礁、卡蒂烏環礁、圖阿納凱環礁、希蒂環礁、哈拉伊基環礁、雷托魯環礁、馬凱莫環礁、北馬魯特阿環礁、希庫埃魯環礁除東南角外的絕大部分、泰科科塔環礁、尼希魯環礁、塔恩阿環礁、拉羅亞環礁、塔庫梅環礁、雷卡雷卡環礁、方阿陶環礁、泰波托島、納普卡環礁。[3][4]

除了上述狹窄的環食帶內能看到日環食之外，月球半影覆蓋範圍內都能看到日偏食，包括印度尼西亚東南部（含今东帝汶）、澳大利亚、新西兰、美拉尼西亚南半部、玻里尼西亞中南部，及南极洲靠近澳大利亚和新西兰的約三分之一。其中國際日期變更線兩側大約各有一半，該線以東的部分在1月15日看到日食，以西部分在1月16日看到日食。

此次日環食過程中月影在地表移動的動畫

### 基本參數
- 類型：日環食
- 食甚中心處（位於新西兰北島東角東北約990公里的南太平洋）資料：
  - 時間：1991年1月15日23:52:53.7
  - 地點：36°21.9′S 170°24.5′W / 36.3650°S 170.4083°W
  - 食分：0.9290（環食帶內最大）
  - 日環食持續時間：7分52.8秒

## 相關的日食

### 1990-1992年的日食
月球交替位於相對的月球交點時，以半個交點年（食年），即約177天又4小時間隔出現下列日食。
| 升交點   | 升交點                    |          | 降交點             | 降交點 |
| 沙羅週期 | 地圖                      | 沙羅週期 | 地圖               |        |
| 121      | 1990年1月26日 環食        | 126      | 1990年7月22日 全食 |        |
| 131      | 1991年1月15日 環食        | 136      | 1991年7月11日 全食 |        |
| 141      | 1992年1月4日 環食         | 146      | 1992年6月30日 全食 |        |
| 151      | 1992年12月24日 偏食（北） |          |                    |        |

### 沙羅周期
沙羅週期長度為18年11天。本次日食屬於沙羅週期131，共包含70次日食，依次為1125年8月1日至1504年3月16日的22次日偏食、1522年3月27日至1612年5月30日的6次日全食、1630年6月10日至1702年7月24日的5次全環食（亦稱混合食）、1720年8月4日至2243年6月18日的30次日環食、2261年6月28日至2369年9月2日的7次日偏食，總共歷時1244.08年。其中最長的全食發生於1612年5月30日，僅持續了短短58秒。
下表列舉了1901年至2100年間發生的屬於該周期的日食，是第46至56次：
| 46            | 47             | 48             |
| ------------- | -------------- | -------------- |
| 1918年12月3日 | 1936年12月13日 | 1954年12月25日 |
| 49            | 50             | 51             |
| 1973年1月4日  | 1991年1月15日  | 2009年1月26日  |
| 52            | 53             | 54             |
| 2027年2月6日  | 2045年2月16日  | 2063年2月28日  |
| 55            | 56             |                |
| 2081年3月10日 | 2099年3月21日  |                |

## 資料來源
1. ↑  樊忠玉. . 中国天文科普网.   [2016-02-16]. （原始内容存档于2014-09-17）.
2. 1 2  Fred Espenak. . NASA Eclipse Web Site.   [2016-02-16]. （原始内容存档于2020-10-24）.（英文）
3. ↑  Fred Espenak. . NASA Eclipse Web Site.   [2016-02-16]. （原始内容存档于2020-10-21）.（英文）
4. ↑  Xavier M. Jubier. .   [2016-02-16]. （原始内容存档于2019-06-09）.（法文）（英文）
5. ↑  Fred Espenak. . NASA Eclipse Web Site.   [2016-02-16]. （原始内容存档于2008-08-29）.（英文）
6. ↑  Fred Espenak. . NASA Eclipse Web Site.（英文）

## 外部連結
- NASA日食專頁（页面存档备份，存于）（英文）
- 可見區域圖和時間統計：由弗雷德·埃斯佩纳克做出的日食預報，NASA/GSFC
  - Google互動地圖呈現的日食範圍
  - 貝塞爾元素
- Google地圖顯示的日環食和日偏食範圍（页面存档备份，存于）（法文）（英文）

| \| \| 日食 \|                             |                              |                                           |
| 上一次日食： 1990年7月22日日食 （日全食） | 1991年1月15日日食 （日環食） | 下一次日食： 1991年7月11日日食 （日全食） |
| 上一次日環食： 1990年1月26日日食          | 1991年1月15日日食 （日環食） | 下一次日環食： 1992年1月4日日食           |
|                                           | 日食                         |                                           |